# 五華興寧戰鬥
五華興寧戰鬥發生於1925年3月15－23日，地點則是在中國粵東（五华县、兴宁县）。是國民革命軍東征戰鬥之一。交戰的兩方，一方為國民革命軍黃埔軍校，另一方則為救粵一軍。